# Michael Rodríguez
Michael Rodríguez Gutiérrez (ur. 30 grudnia 1981 w Cacao) – kostarykański piłkarz występujący na pozycji obrońcy.